# Harry Moeyaerts
Harry Moeyaerts is een personage uit de soap Thuis dat gespeeld werd door Karel Vingerhoets van 1996 tot 1999.

## Biografie
Harry is beeldhouwer en heeft een relatie met Ingrid Michiels. Om bij te verdienen is hij ook studieopzichter op de school van Bianca Bomans en Peggy Verbeek. 
Hij wil heel erg graag een kind, in seizoen 1 werkt Ingrid dit tegen. Dit komt door een trauma. Enkele jaren eerder babysitte ze op de tweeling van haar zus. Toen ze de jongens alleen liet viel Bertje uit zijn stoel en overleed. Wanneer Ingrid denkt zwanger te zijn draait ze bij. Ze raapt het contact met haar zus terug op.
Later blijkt dat Harry geen kinderen kan krijgen. Dit weegt zo hard op hun relatie, dat ze stukloopt. Ingrid raakt even na de breuk zwanger van iemand anders (François Chevalier) en wanneer ze die persoon dumpt, gaat ze met het kind, Clio, terug naar Harry, die gelukkig is met zijn nieuwe gezin.
Harry heeft ook in Hof Ter Smissen gewerkt als barman.

## Verdwijning
Nadat Ingrid een auto-ongeval krijgt waardoor ze sterft, is Harry ontroostbaar. Na lang nadenken besluit hij te vertrekken met Clio, om een nieuw leven te beginnen.

## Familie
- Vrouw: Ingrid Michiels
- Dochter: Clio Moeyaerts